# رادومياك رادوم
رادومياك رادوم هو نادي كرة قدم بولندي يلعب في الدوري البولندي الممتاز،تأسس النادي في 2010.